# Scamiciato
Lo scamiciato è un abito da donna privo di maniche e dall'ampia scollatura, rotonda o quadrata, normalmente indossato al di sopra di un altro indumento, che può essere una T-shirt, una camicia o una blusa.
Nato come abito infantile, lo scamiciato è entrato progressivamente a far parte della moda casual di molte donne, proposto in passerella da diversi stilisti.
Lo scamiciato è stato adottato in seno al Gothic Lolita alla fine degli anni novanta, spesso indossato al di sopra di un'altra gonna che aumentasse il volume del vestito.